# جائزة ألمانيا الكبرى للدراجات النارية 1997
جائزة ألمانيا الكبرى للدراجات النارية 1997 هو سباق دراجات نارية أقيم بتاريخ 20 يوليو 1997 في حلبة نوربورغرينغ. كان الجولة التاسعة من أصل 15 في سباق الجائزة الكبرى للدراجات النارية موسم 1997. فاز الأسترالي ميك دوهان بفئة 500 سي سي بينما جاء الياباني تادايوكي أوكادا في المركز الثاني وحصل على المركز الثالث الياباني تاكوما أوكي.

## وصلات خارجية
- الموقع الرسمي